# Whitechapel Gallery
Pour les articles homonymes, voir Whitechapel (homonymie).
La Whitechapel Gallery est une galerie d'art spécialisée en art contemporain et financée par des fonds publics, située au 77-82 Whitechapel High Street à Londres.
Inaugurée en 1901, devenue association à but non lucratif en 1923, elle devint célèbre à partir de la fin des années 1930 quand elle s'ouvrit à des formes d'expression artistiques profondément originales[évasif].

## Expositions marquantes
- 1939 : Guernica, l'unique fois où la fameuse toile de Picasso est exposée en Grande-Bretagne, à l'initiative de Roland Penrose pour soutenir la République espagnole.
- 1956 : This is Tomorrow, l'exposition séminale du mouvement Pop Art.
- 1958 : Jackson Pollock, première exposition londonienne
- 1961 : Mark Rothko, première exposition londonienne
- 1970 : Rétrospective David Hockney, premières expositions pour Gilbert & George et Richard Long
- 1982 : Frida Kahlo
- 1993 : Lucian Freud
- 2001 : Liam Gillick
- 2002 : Nan Goldin
- 2008 : Cornelia Parker et Noam Chomsky
- 2009 : Isa Genzken ;  Sophie Calle ; Elizabeth Peyton
- 2010 : Alice Neel